# Côte d'English
La côte d'English, autrefois côte de Robert English, est la région côtière de la terre de Palmer, en Antarctique occidental, donnant sur la mer de Bellingshausen, et séparée de la côte de Bryan à l'ouest par la péninsule de Rydberg et de la côte de Rymill à l'est par les nunataks de Buttress, face à l'île Alexandre-Ier au niveau du détroit de George VI. Elles s'étend dans les zones revendiquées par le Chili, l'Argentine et le Royaume-Uni.